# Congo Bongo
Congo Bongo (Tip Top (ティップタップ, Tippu Tappu)) é um fliperama lançado pela Sega em 1983. Forte evidência de análises da ROM do jogo afirmam que Ikegami Tsushinki também realizou trabalho de desenvolvimento em Congo Bongo. O jogo acabou sendo visto como a resposta da Sega ao bem sucedido Donkey Kong, lançado dois anos antes. O jogador entra no papel de um caçador de safári com nariz vermelho que tenta pegar um macaco chamado "Bongo". O caçador procura Bongo para conseguir vingança de uma aparente brincadeira na qual Bongo ateou fogo a cabana do caçador, dando-o um "pé-quente" literal. O jogo foi lançado e conseguiu ser popular o suficiente para ser convertido para quase todas as plataformas da época.